# Павия ди Удине
Павѝя ди У̀дине (на италиански: Pavia di Udine; на фриулски: Pavie, Павие) е община в Северна Италия, провинция Удине, автономен регион Фриули-Венеция Джулия. Разположена е на 56 m надморска височина. Населението на общината е 5740 души (към 2011 г.).
Административен център на общината е градче Лаудзако (Lauzacco).